# Рудольф Беран
Ру́дольф Бе́ран (чеськ. Rudolf Beran, 28 грудня 1887, Працейовіце — 28 липня 1954, Леопольдов) — чеський політичний та державний діяч, голова другого уряду Другої Чехословацької республіки та першого уряду Протекторату Чехії та Моравії. 
Був одним із лідерів Аграрної партії Чехословаччини. Генеральний секретар партії з 1919 року, голова в 1935 — 1938 роках. Лідер «прогерманської» течії в партії. Депутат усіх скликань парламенту Першої та Другої республіки. 22 листопада 1938 року очолив Партію народної єдності, що виникла шляхом об'єднання всіх правих і центристських партій Чехословаччини, що існували на той момент. До об'єднання не долучилися лише ліві, та частина лівоцентристів.
1 грудня 1938 року очолив другий уряд Другої республіки після відставки Яна Сирови. 
Після німецької окупації очолив перший уряд Протекторату Богемії та Моравії, але трохи більше ніж за місяць був заміщений Алоїзом Еліашем. У червні 1941 року, Беран був заарештований Гестапо, та засуджений до 10 років ув'язнення, проте в грудні 1943 року його було звільнено. По завершенні Другої світової війни, 19 травня 1945 року, Берана було заарештовано радянськими вояками. У 1947 році його було засуджено до 20 років ув'язнення за співпрацю з нацистським режимом. У 1954 році помер у в'язниці в Леопольдові.